# Kim Chol-ryong
Kim Chol-ryong (kor. 김철룡; * 18. August 1972) ist ein ehemaliger nordkoreanischer Skirennläufer.

## Karriere
Kim Chol-ryong hatte seinen einzigen internationalen Auftritt als Skirennläufer bei den Olympischen Winterspielen 1992 in Albertville. Dort belegte er im Riesenslalom den 67. Platz. Danach ist er als Rennläufer nicht mehr in Erscheinung getreten. 

## Erfolge

### Olympische Winterspiele
- Albertville 1992: 67. Riesenslalom